# Bronica (obwód wołyński)
Bronica (ukr. Брониця) – wieś na Ukrainie w rejonie kamieńskim obwodu wołyńskiego.